# Linnaemya ambigua
Linnaemya ambigua là một loài ruồi trong họ Tachinidae.